# برادلي مور ديفيس
برادلي مور ديفيس (بالإنجليزية: Bradley Moore Davis)‏ هو عالم أسماك وعالم نبات أمريكي، ولد في 1871 في شيكاغو في الولايات المتحدة، وتوفي في 1957.